# Hrvatski rukometni kup za muškarce 2004./05.
Hrvatski rukometni kup za muškarce za sezonu 2004./05. je treći put zaredom osvojio Zagreb.

## Rezultati

### Osmina završnice
| klub1                   | rez.  | klub2                       |
| ----------------------- | ----- | --------------------------- |
| Zamet Rijeka            | 32:33 | Gorica (Velika Gorica)      |
| Solin Transportcommerce | 28:30 | Medveščak Infosistem Zagreb |
| Poreč                   | 28:30 | Metković                    |
| Nova Gradiška           | 28:46 | Perutnina PIPO IPC Čakovec  |
| Viro Virovitica         | 15:36 | Zagreb                      |
| Prelog                  | 26:32 | Osijek Elektromodul         |
| Crikvenica              | 23:25 | Đakovo                      |
| Dubrava Zagreb          | 31:25 | Split                       |

### Četvrtzavršnica
| klub1                       | rez.  | klub2                      |
| --------------------------- | ----- | -------------------------- |
| Zagreb                      | 29:18 | Metković                   |
| Medveščak Infosistem Zagreb | 27:26 | Perutnina PIPO IPC Čakovec |
| Gorica (Velika Gorica)      | 26:25 | Đakovo                     |
| Dubrava Zagreb              | 26:27 | Osijek Elektromodul        |

### Završni turnir
Igran u Osijeku.
| klub1                       | rez.          | klub2                  |
| poluzavršnica               | poluzavršnica | poluzavršnica          |
| --------------------------- | ------------- | ---------------------- |
| Medveščak Infosistem Zagreb | 26:32         | Zagreb                 |
| Gorica (Velika Gorica)      | 27:38         | Osijek Elektromodul    |
|                             |               |                        |
| za 3. mjesto                |               |                        |
| Medveščak Infosistem Zagreb | 30:34         | Gorica (Velika Gorica) |
|                             |               |                        |
| za pobjednika               |               |                        |
| Zagreb                      | 34:22         | Osijek Elektromodul    |

## Poveznice
- 1. HRL 2004./05.
- 2. HRL 2004./05.
- 3. HRL 2004./05.
- 4. rang HRL 2004./05.